# Terminalia eddowesii
Terminalia eddowesii là một loài thực vật thuộc họ Combretaceae. Đây là loài đặc hữu của Papua New Guinea. Chúng hiện đang bị đe dọa vì mất môi trường sống.